# پووا درمانی
پووادرمانی (انگلیسی: PUVA therapy) نور ماورای بنفش درمانی برای درمان اگزما، پسوریازیس، بیماری پیوند علیه میزبان، ویتیلیگو، میکوزیس فونگوئید، پاراپسوریازیس بزرگ پلاک و لنفوم سلول T با استفاده از اثرات حساس‌کنندهٔ داروی پسورالن است. پسورالن موضعی یا به صورت خوراکی برای حساس کردن پوست استفاده شده، سپس پوست در برابر اشعه‌های فرابنفش A قرار می‌گیرد.